# Coleophora hsiaolingensis
Coleophora hsiaolingensis é uma espécie de mariposa do gênero Coleophora pertencente à família Coleophoridae.